# Lindmania atrorosea
Espèce
Classification phylogénétique
Synonymes
- Cottendorfia atrorosea L.B.Sm., Steyerm. & H.Rob., 1981

Lindmania atrorosea est une espèce de plantes de la famille des Bromeliaceae, endémique du Venezuela.

## Synonymes
- Cottendorfia atrorosea L.B.Sm., Steyerm. & H.Rob.[2]

## Distribution
L'espèce est endémique de l'État de Bolívar au Venezuela.